# 琴浦町立古布庄小学校

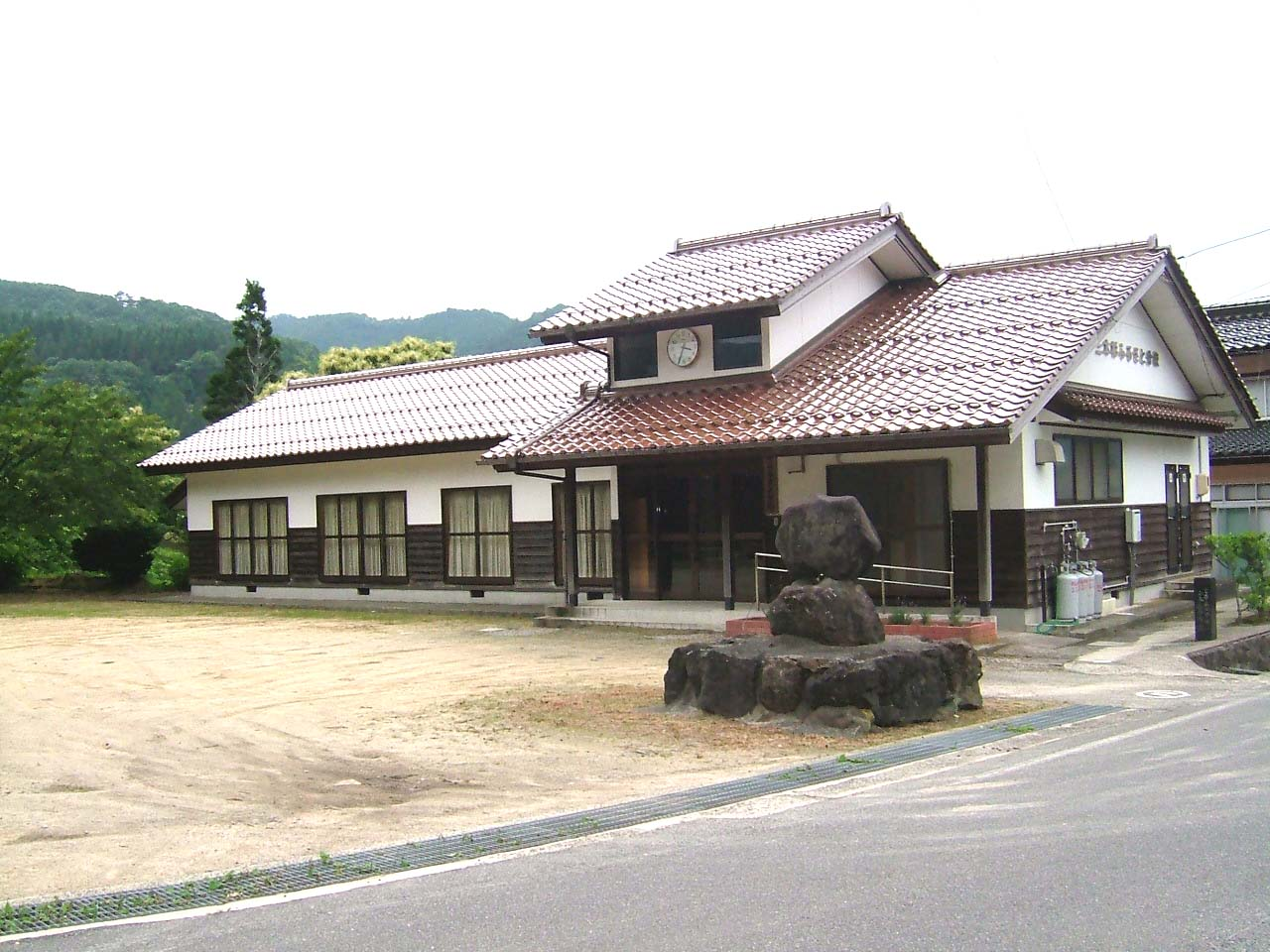
三本杉分校跡
（現・三本杉ふるさと分校）

琴浦町立古布庄小学校（ことうらちょうりつ こうのしょうしょうがっこう）は、かつて鳥取県東伯郡琴浦町古長にあった公立小学校。

## 概要
2014年4月に東伯小学校と統合し、2014年3月末を以って閉校した。
統合後の校名は琴浦町立聖郷小学校となり、閉校当時の東伯小校舎を利用して開校した。

## 沿革
- 1873年（明治6年）6月28日 - 矢下村円応寺本堂を借り受け開校し矢下学校と称する[2][3]。
- 1874年（明治7年）
  - 6月 - 三本杉支校を開設。
  - 10月20日 - 長房村に移転し、長房学校と改称。杉地村に杉地支校を開設。
- 1881年（明治14年）3月1日 - 矢下村に矢下学校を置く。
- 1882年（明治15年）4月1日 - 三本杉・杉地・矢下の3校をそれぞれ分校と改称。
- 1887年（明治20年）4月 - 古長尋常小学校と改称、同時に古長簡易小学校を併置。矢下分校を廃止。
- 1893年（明治26年） - 三本杉分校独立し三本杉尋常小学校と改称。
- 1894年（明治27年） - 法万分校独立し法万尋常小学校と改称。
- 1907年（明治40年）4月18日 - 高等科併置し、古長尋常高等小学校と改称。
- 1916年（大正5年）10月27日 - 古布庄尋常高等小学校と改称。
- 1922年（大正11年）6月30日 - 3校統合し、三本杉・法万の両校はそれぞれ分教場となる。
- 1924年（大正13年）5月25日 - 校舎移転。
- 1941年（昭和16年）4月1日 - 国民学校令により古布庄国民学校と改称。
- 1947年（昭和22年）
  - 4月1日 - 学制改革により古布庄村立古布庄小学校と改称。
  - 4月29日 - 小学校の一部を校舎として古布庄中学校が開校。
- 1950年（昭和25年）11月30日 - 古布庄中学校が聖郷中学校として統合し、古布庄教場となる。
- 1951年（昭和26年）11月15日 - 聖郷中学校古布庄教場を廃止。
- 1954年（昭和29年）2月1日 - 町村合併により東伯町発足に伴い東伯町立古布庄小学校と改称。
- 1968年（昭和43年）3月31日 - 法万分校を廃止。
- 1985年（昭和60年）3月31日 - 三本杉分校を廃止。
- 2004年（平成16年）9月1日 - 東伯町と赤碕町が合併し、琴浦町発足に伴い琴浦町立古布庄小学校と改称。
- 2014年（平成26年）3月31日 - 閉校。東伯小学校との統合に伴い、聖郷小学校が開校。

## 通学区域
- 野井倉、中津原、三本杉、別宮、古長、矢下、八反田、宮場、法万（上法万）[4]

## 進学先中学校
- 琴浦町立東伯中学校

## 交通アクセス
- 西日本旅客鉄道（JR西日本）山陰本線 浦安駅より約9.7km
- 琴浦町営バス
  - 東伯線古布庄小学校行き終点バス停より300m
  - 東伯線三本杉行き「古布庄保育園前」バス停より200m